# Каменка (Станьковский сельсовет)
Ка́менка (бел. Ка́менка) — деревня в составе Станьковского сельсовета Дзержинского района Минской области Белоруссии. Деревня расположена в 12 километрах от Дзержинска, 40 километрах от Минска и 10 километрах от железнодорожной станции Койданово. Расположена на берегу реки Рапусса.

## История
В середине XVII века село в составе поместья Станьково в Станьковской волости Минского повета Минского воеводства ВКЛ, шляхетская собственность. В 1657 году — 11 волок земли, рядом располагался одноименный застенок. После 2-го раздела Речи Посполитой (1793) в составе Российской империи. В 1800 году — 19 дворов, 96 жителей, владение Радзивиллов.
В середине XIX века принадлежала графу Э.Чапскому, 84 ревизские души (1858), в составе поместья Станьково. В конце XIX — начале XX века в Станьковской волости Минского уезда Минской губернии. В 1897 году — 40 дворов, 265 жителей. В 1912 году была открыта земская школа. В 1917 года — 52 двора, 312 жителей. С 9 марта 1918 года в составе провозглашённой Белорусской Народной Республики, однако фактически находилась под контролем германской военной администрации. С 1 января 1919 года в составе Советской Социалистической Республики Белоруссия, а с 27 февраля того же года в составе Литовско-Белорусской ССР, летом 1919 года деревня была занята польскими войсками, после подписания рижского мира — в составе Белорусской ССР. С 20 августа 1924 года в Станьковском сельсовете Койдановского (29 июня 1932 года переименован в Дзержинский) района Минской округа. С 31 июля 1937 года в составе Минского района, с 4 февраля 1939 года вновь в Дзержинском районе, с 20 февраля 1938 года в Минской области. В 1926 году — 60 дворов, 321 житель. В 1930-е годы сельчане объединились в колхоз.
В Великую Отечественную войну с 28 июня 1941 года до 7 июля 1944 года была оккупирована немецко-фашистскими. захватчиками. На фронте погибли 19 жителей. В 1960 году — 317 жителей. Входила в колхоз имени Ленина. В 1991 году — 59 хозяйств, 125 жителей. В 2009 года в составе агрокомбината «Дзержинский».

## Население
| Численность населения (по годам) | Численность населения (по годам) | Численность населения (по годам) | Численность населения (по годам) | Численность населения (по годам) | Численность населения (по годам) | Численность населения (по годам) | Численность населения (по годам) |
| 1800                             | 1897                             | 1917                             | 1926                             | 1960                             | 1991                             | 1999                             | 2004                             |
| -------------------------------- | -------------------------------- | -------------------------------- | -------------------------------- | -------------------------------- | -------------------------------- | -------------------------------- | -------------------------------- |
| 96                               | ↗265                             | ↗312                             | ↗321                             | ↘317                             | ↘125                             | ↘105                             | ↘104                             |
| 2010                             | 2017                             | 2018                             | 2020                             |                                  |                                  |                                  |                                  |
| ↘91                              | ↘80                              | ↗83                              | ↗88                              |                                  |                                  |                                  |                                  |